# 张少农
张少农（1954年7月—），山西沁县人。中国共产党党员。山西省教育学院（现并入太原师范学院）科学社会主义专业毕业，中共中央党校经济管理专业函授本科学历。历任共青团山西省委副书记；中共山西省忻州地委委员、忻州市委书记；山西省外事办公室副主任；中共运城地委副书记、行署专员，运城市委副书记、市长；晋城市委书记等职。2005年1月获任中共贵州省委常委、省委组织部长，2011年日上调中央，出任国土资源部副部长。